# Kōji Yoshimura
Kōji Yoshimura (jap. 吉村 光示, Yoshimura Kōji; * 13. April 1976 in der Präfektur Kochi) ist ein ehemaliger japanischer Fußballspieler.

## Karriere
Yoshimura erlernte das Fußballspielen in der Schulmannschaft der Minamiuwa High School. Seinen ersten Vertrag unterschrieb er 199 bei Sanfrecce Hiroshima. Der Verein spielte in der höchsten Liga des Landes, der J1 League. 1997 wechselte er zum Ligakonkurrenten Vissel Kōbe. Für den Verein absolvierte er 181 Erstligaspiele. 2004 wechselte er zum Ligakonkurrenten Ōita Trinita. Für den Verein absolvierte er 32 Erstligaspiele. 2006 wechselte er zum Ligakonkurrenten Avispa Fukuoka. Für den Verein absolvierte er 16 Erstligaspiele. 2007 wechselte er zum Ligakonkurrenten Yokohama F. Marinos. 2008 wechselte er zum Zweitligisten FC Gifu. Für den Verein absolvierte er 19 Spiele. Ende 2008 beendete er seine Karriere als Fußballspieler.

## Erfolge
Sanfrecce Hiroshima
- Kaiserpokal

Finalist: 1995, 1996